# Nürnberger Resolution

Logo der Nürnberger Resolution 2008

Die Nürnberger Resolution von 2008 war eine Initiative, aus der 2010 der eingetragene Verein erfolgsfaktor FRAU hervorging. Die Resolution hatte die Gleichstellung von Frauen und Männern in der Wirtschaft zum Ziel. Dazu wurde eine Erhöhung des Frauenanteils in Aufsichtsräten mittels einer Frauenquote von 40 % gefordert. Mit dem „Gesetz für die gleichberechtigte Teilhabe von Frauen und Männern an Führungspositionen“ von 2015, dem sogenannten Quotengesetz, wurden Teile der Forderungen der Nürnberger Resolution erfüllt. 
Anlässlich des zehnten Jahrestages der Nürnberger Resolution wurden mit der Nürnberger Resolution 2018 neue Forderungen aufgestellt, unter anderem die nach einer Verschärfung des sogenannten Quotengesetzes.

## Forderungen der Nürnberger Resolution
Die Resolution stellt die folgenden vier Forderungen auf:
- Entsprechend dem norwegischen Modell im Aktiengesetz festzulegen, dass die Aufsichtsräte deutscher Aktiengesellschaften bis zum Jahr 2013 jeweils mindestens zu 40 Prozent mit Frauen besetzt sein müssen.
- Die Definition von Qualifikationsstandards für männliche und weibliche Aufsichtsratsmitglieder und die entsprechende gesetzliche Verankerung,
- Den Aufbau und die Weiterentwicklung einer zentralen Datenbank, in die sich alle potentiellen Aufsichtsratsmitglieder eintragen können
- Gleichstellungsgesetz für die Privatwirtschaft, unter anderem zur Erhöhung des Frauenanteils in Führungspositionen.

## Entstehung und Organisation
Die Nürnberger Resolution wurde 2008 durch Martine Herpers, der Mitbegründerin des Vereins erfolgsfaktor FRAU, initiiert und von vielen Mitstreitern in Nürnberg unterstützt. Die Stärke und der Erfolg wurden durch den hohen Vernetzungsgrad mit anderen Frauenvereinen erreicht. So waren von Anfang an Mitglieder von BPW, EWMD, ASF, FU und aus firmeninternen Frauennetzwerken mit dabei. Am 17. März 2009 wurde die Resolution in Berlin an Politiker übergeben. Für ihr Engagement erhielt Martine Herpers 2010 den Frauenförderpreis der Stadt Nürnberg.
Es gibt zehn Regionen in Deutschland, in denen regionale Gruppen der Nürnberger Resolution Unterschriften sammeln, Flugblätter herausgeben und lokale Veranstaltungen zur politischen Bewusstseinsbildung für Frauen in Führungspositionen abhalten. Die Konferenz Erfolgsfaktor Frau fand 2009 in Nürnberg und 2010 in Stuttgart statt. 2011 wurde in Berlin die Konferenz Starke Statements für starke Frauen in der norwegischen Botschaft mit der Beteiligung von Rita Süssmuth (CDU), Renate Schmidt (SPD), Krista Sager (Bündnis 90/Die Grünen), Petra Müller (FDP), Hans-Olaf Henkel (ehemaliger BDI-Vorsitzender) und Thomas Sattelberger (Vorstand Deutsche Telekom) durchgeführt.

## Unterstützer und Rezeption
Die Nürnberger Resolution wird unter anderem von den Business and Professional Women, dem Deutschen Frauenrat, der Arbeitsgemeinschaft sozialdemokratischer Frauen der SPD sowie von den Grünen unterstützt.
Der im Jahr 2010 vorgelegte Gesetzesantrag der Grünen zur Einführung einer gesetzlichen Quote für Frauen in Führungspositionen nennt die Nürnberger Resolution als anerkannte Bewegung in der Bevölkerung für dieses Gesetz.
Teile der Forderungen wurden etwas später von anderen Initiativen aufgegriffen und werden von der Nürnberger Resolution unterstützt:
- Berliner Erklärung, Erstunterzeichnung durch die Nürnberger Resolution
- ProQuote Medien, in der Journalistinnen eine Frauenquote von 30 % für Redaktionen fordern

Im Bundestagswahlkampf 2013 wurde das Netzwerk aller Frauenverbände durch einen Zusammenschluss von 10 Frauenverbänden auf der Ebene ihrer Präsidentinnen verfestigt. Die Aktion „Spitzenfrauen fragen Spitzenkandidaten“ wurde bundesweit beachtet.